# Phạm Duy Lam
Phạm Duy Lam (sinh năm 1967) là thẩm phán cao cấp người Việt Nam. Ông hiện giữ chức vụ Chánh án Tòa án nhân dân tỉnh Gia Lai.

## Tiểu sử
Ngày 1 tháng 6 năm 2017, Thẩm phán Phạm Duy Lam được ông Nguyễn Văn Thuân, Phó Chánh án Tòa án nhân dân tối cao Việt Nam trao Quyết định bổ nhiệm giữ chức vụ Phó Chánh án Tòa án nhân dân tỉnh Gia Lai.
Từ ngày 15 tháng 10 năm 2018, Phạm Duy Lam, thẩm phán trung cấp, Phó Chánh án TAND tỉnh Gia Lai, được Chánh án Tòa án nhân dân tối cao Việt Nam Nguyễn Hòa Bình bổ nhiệm giữ chức vụ Chánh án Tòa án nhân dân tỉnh Gia Lai nhiệm kì 5 năm theo Quyết định số 1738/QĐ-TCCB ngày 5/10/2018. Hai Phó Chánh án là Hà Viết Toàn, sinh năm 1976, Thẩm phán Trung cấp, nguyên Chánh án TAND huyện Chư Sê, tỉnh Gia Lai và Trịnh Văn Toàn.